# 1279 Уганда
1279 Уганда (енгл. 1279 Uganda) је астероид главног астероидног појаса са средњом удаљеношћу од Сунца која износи 2,369 астрономских јединица (АЈ).
Апсолутна магнитуда астероида је 12,51 а геометријски албедо 0,087.